# 日応
日應（にちおう、1848年12月10日（嘉永元年11月15日） - 1922年（大正11年）6月15日）は、大石寺第56世法主。68世日如の曽祖父。大石姓。池袋法道院開基。

## 略歴
- 1848年（嘉永元年）11月15日、誕生。
- 1858年（安政5年）11月8日、第52世日霑を師僧に出家得度。道号を慈含と名乗る。
- 1885年（明治18年）6月8日、能化に補任
- 1889年（明治22年）5月、55世日布より法の付嘱を受け、大石寺第56世日應として登座。
- 1891年（明治24年）4月7日-1891年（明治25年）4月7日にかけて、日蓮宗興門派の第15代管長に就任。
- 1899年（明治32年）、日蓮宗興門派は本門宗と改称。
- 1900年（明治33年）、行政より本門宗からの分離独立が認可されて日蓮宗富士派と公称。
- 1908年（明治41年）11月10日、第57世日正に法を付嘱。
- 1922年（大正11年）6月15日、73歳で遷化(死去)した。

著書に、弁惑観心抄がある。

### 弁惑観心抄
- 法体とは則ち吾山（大石寺）に秘蔵する本門戒壇の大御本尊是れなり（中略）此の法体相承を受くるに付き、尚唯授一人金口嫡々相承なるものあり。此の金口嫡々相承を受けざれば、決して本尊の書写をなすこと能はず。
- 金口血脈には、宗祖己心の秘妙を垂示し一切衆生成仏を所期する本尊の活眼たる極意の相伝あり。

| 先代 日布 | 大石寺住職一覧 | 次代 日正 |